# Доња Будичина
Доња Будичина је насељено место у саставу града Петриње, у Банији, Република Хрватска.

## Историја
Доња Будичина се од распада Југославије до августа 1995. године налазила у Републици Српској Крајини.

## Становништво
На попису становништва 2011. године, Доња Будичина је имала 236 становника.

## Попис1991.
На попису становништва 1991. године, насељено место Доња Будичина је имало 344 становника, следећег националног састава:
| Попис 1991.‍  | Попис 1991.‍  | Попис 1991.‍ | Попис 1991.‍ | Попис 1991.‍ |
| ------------ | ------------ | ----------- | ----------- | ----------- |
|              |              |             |             |             |
| Хрвати       | Хрвати       |             | 294         | 85,46%      |
| Срби         | Срби         |             | 40          | 11,62%      |
| Југословени  | Југословени  |             | 2           | 0,58%       |
| Словаци      | Словаци      |             | 1           | 0,29%       |
| неопредељени | неопредељени |             | 6           | 1,74%       |
| непознато    | непознато    |             | 1           | 0,29%       |
| укупно: 344  |              |             |             |             |